# Аммиральо ди Сан-Бон (броненосец)
«Аммиральо ди Сан-Бон» (итал. Ammiraglio di Saint-Bon), — итальянский броненосец 2-го класса, головной корабль одноименного типа состоявший на вооружении в составе КВМС Италии в первом двадцатилетии XX века.
«Аммиральо ди Сан-Бон» служил в боевом составе итальянского военно-морского флота в течение первых нескольких лет своей карьеры. Броненосец был назначен в 3-е Подразделение ВМС во время Итало-турецкой войны 1911—1912. Во время войны он участвовал в захвате острова Родос, где оказывал поддержку орудийным огнём итальянской пехоте. К началу Первой мировой войны броненосец устарел и планировался к списанию в 1914-15, но потребность в военных кораблях предоставила «Аммиральо ди Сан-Бон» отсрочку. Во время войны «Аммиральо ди Сан-Бон» использовался в качестве судно береговой обороны, защищая гавани в Венеции. С апреля 1916, использовался в основном в качестве плавучей зенитной батареи. Броненосец «Аммиральо ди Сан-Бон» был исключен из военно-морского регистра в июне 1920 и впоследствии разобран на металл.